# Riomprocessen
Riomprocessen var en rättegång pågick mellan den 19 februari och den 11 april 1942 i staden Riom i Frankrike. Processen fördes på initiativ av Vichyregimen mot ledande militärer och politiker från Tredje republikens sista år, det vill säga under folkfrontsregeringens tid. Bland de åtalade återfanns Léon Blum, Édouard Daladier, Maurice Gamelin och Paul Reynaud. De anklagades för att vara huvudansvariga för det franska nederlaget mot Tyskland 1940. Domstolen skulle endast undersöka vad som brustit från 1936 och fram till andra världskrigets utbrott, det vill säga i uppbyggnad av försvaret men inte om själva kriget.
Riomprocessen initierades av tyskarna för att lägga skulden till kriget på fransmännen. Från franska regeringens sida var avsikten att brännmärka folkfrontsregeringen och samtidigt undvika att den franska militären gavs en kollektiv skuld. De anklagade försvarade sig skickligt och processen fick ett motsatt förlopp, då den klargjorde gamla försyndelser och militär slentrian. Den sköts upp i april och lades ned helt i juni 1943 på direktiv från Tyskland.